# Mary Toddová Lincolnová

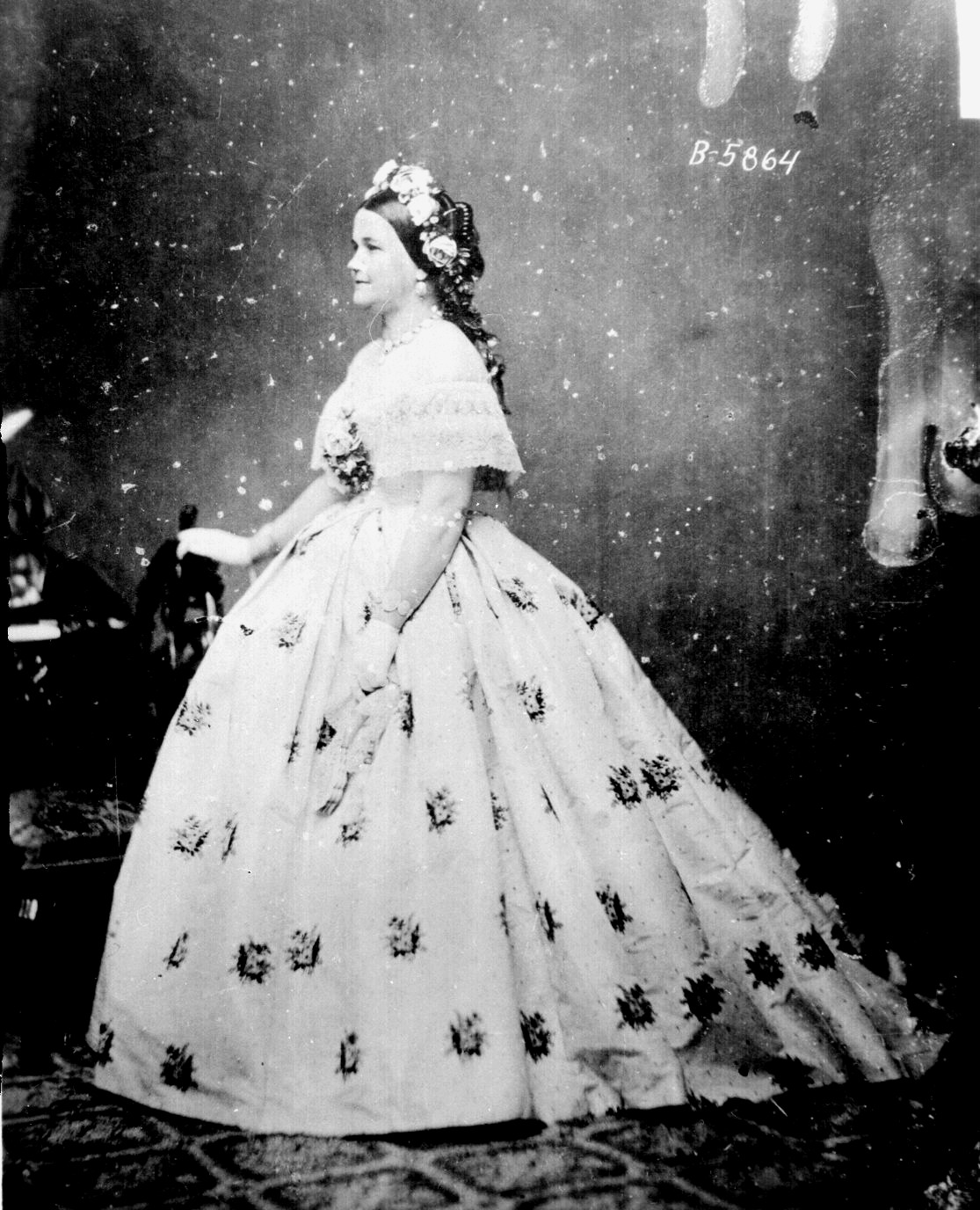
Mary Toddová Lincolnová

Mary Ann Toddová Lincolnová (13. prosince 1818 Lexington, Kentucky – 16. července 1882, Springfield, Illinois) byla manželka 16. prezidenta USA Abrahama Lincolna a tudíž první dáma USA od roku 1861 do 15. dubna 1865.

## Životopis

### Mládí
Mary byla dcerou senátora Roberta Smithe Todda a Elizy rozené Parkerové, která zemřela v roce 1825. Robert Todd se znovu oženil, ale jeho děti z prvního manželství s macechou Elizabeth Humphreyovou nevycházely v dobrém. Mary se na tehdejší dobu dostalo velmi dobrého vzdělání (Ward Academy), poté pobývala v rodinném internátu Mentelleových.
Pocházela ze zámožné rodiny a ve věku dvaceti let se Mary odstěhovala do Springfieldu, kde žila mimo jiné i její sestra Elizabeth. Ta ji také seznámila s mladým právníkem Abrahamem Lincolnem, s kterým se později 4. listopadu 1842 vzali.
V tomto vztahu ale často docházelo k hádkám, což zřejmě způsobily odlišné charaktery manželů.

### Lincolnová v období Lincolnova prezidentství
V roce 1861 se stal Lincoln prezidentem a Mary udělala velký kus práce v Bílém domě, který byl značně zanedbaný. Během války Severu proti Jihu navštěvovala vojenské nemocnice. Měla odpor vůči otrokářství, snažila se pomáhat Afroameričanům. V hlavním městě nebyla příliš populární, své špatné psychické stavy si léčila nákupními horečkami, do Bílého domu údajně posílala nadsazené faktury, aby tak kamuflovala své přemrštěné nákupy.

### Lincolnová po vraždě manžela
Po atentátu na prezidenta v dubnu 1865 jeho vdova, která během devíti let přišla také o syny Williama a Thomase, trpěla psychicky i finančně a dokonce žádala Kongres o vyplacení Lincolnova platu po zbytek funkčního období. Její finanční krize došla tak daleko, že rozprodávala své šatstvo.
V roce 1868 odjela do Evropy a léčila se mimo jiné i v Mariánských Lázních. Roku 1870 Kongres vyhověl jejím finančním nárokům a odsouhlasil rentu 3 000 dolarů ročně, udělované jinak pouze pozůstalým po padlých ve válkách. Lincolnová argumentovala, že její muž jako vrchní velitel ozbrojených sil také padl ve válce. Z této renty se stala tradice, kdy bývalé první dámy dostávají rentu po svých zemřelých manželích.
Poslední roky jejího života byly doprovázeny špatným zdravím a pořádáním seancí pro spojení se svým mrtvými syny. V roce 1879 utrpěla Mary těžká míšní zranění po pádu z lanového žebříku. Při návratu do USA v roce 1880 si přivodila i vinou šedého zákalu další úraz pádem ze schodů parníku.
Syn Robert ji v touze po majetku nechal prohlásit za nesvéprávnou a umístil ji do psychiatrické léčebny, odkud ji odvezla její sestra.
Mary zemřela ve Springfieldu 16. července 1882 ve věku 63 let na mozkovou mrtvici. Byla pohřbena v Lincolnově kryptě na hřbitově ve Springfieldu.

## Děti
S manželem Abrahamem Lincolnem měli čtyři syny:
1. Robert Todd Lincoln (1. srpna 1843 – 26. července 1926)
2. Edward (Eddie) Baker Lincoln (10. března 1846 – 1. února 1850)
3. William (Willie) Wallace Lincoln (21. prosince 1850 – 20. února 1862)
4. Thomas (Tad) Lincoln (4. dubna 1853 – 16. července 1871)